# Tęczowy Motylokotorożec
Tęczowy Motylokotorożec (ang. Rainbow Butterfly Unicorn Kitty, 2019) – amerykański serial animowany stworzony przez Richa Magallanesa oraz wyprodukowany przez Funrise Toys.
Premiera serialu odbyła się w Stanach Zjednoczonych 27 stycznia 2019 na amerykańskim Nickelodeon jako zapowiedź, natomiast regularna emisja rozpoczęła się dzień później, 28 stycznia na siostrzanym kanale Nicktoons. W Polsce serial zadebiutował 10 czerwca 2019 na antenie Nickelodeon Polska.

## Fabuła
Serial opisuje historię tęczowej małej kotki Felicity, która dodatkowo łączy w sobie cechy motyla i jednorożca, a także dysponuje magiczną mocą transformacji. Razem ze swoimi przyjaciółmi – niebieskim psem rasy chihuahua Miguelem, jasnoniebieską sową Atheną i yeti Yaną przeżywa niesamowite przygody.

## Bohaterowie
- Felicity – tytułowa oraz główna bohaterka kreskówki. Tęczowa magiczna kotka, która łączy w sobie cechy motyla i jednorożca. Posiada magiczne moce transformacji.
- Miguel – niebieski pies rasy chihuahua. Jest aktywny i energiczny.
- Athena – jasnoniebieska sowa, która jest jedną z przyjaciółek Felicity. Mówi bardzo monotonnym głosem.
- Yana – yeti, która jest jedną z przyjaciółek Felicity.

## Wersja polska
Wersja polska: na zlecenie Nickelodeon Polska – Start International Polska

Reżyseria: Grzegorz Drojewski

Wystąpili:
- Magdalena Herman-Urbańska – Felicity
- Józef Pawłowski – Miguel
- Waldemar Barwiński – Król Nacho
- Jakub Szydłowski – mer Merdacz, burmistrz Nowej Psolandii
- Anna Gajewska – burmistrz Kotlantik City
- Maksymilian Bogumił – Kraken Timmy
- Szymon Roszak – Gavin
- Klaudia Bełcik – Moona
- Damian Kulec –
  - Statua,
  - Andy
- Kamil Pruban
- Michał Konarski
- Justyna Kowalska
- Piotr Bąk
- Jarosław Domin

i inni
Wykonanie piosenek:
- Janusz Kruciński (czołówka),
- Damian Kulec

i inni
Lektor: Paweł Bukrewicz

## Spis odcinków

### Seria 1 (od 2019)
| Nr | Tytuł                                                        | Tytuł polski                                         | Premiera                                      | Premiera w Polsce           |
| -- | ------------------------------------------------------------ | ---------------------------------------------------- | --------------------------------------------- | --------------------------- |
| 1  | Purrfect Party / Anubis Newbie                               | Przyjęcie z pazurem / Nowy Anubis                    | 27 stycznia 2019 (A) 28 stycznia 2019 (B)     | 10 czerwca 2019             |
| 2  | Catlantic City / Scaredy Cat                                 | Kotlantik City / Boikotek                            | 29 stycznia 2019                              | 11 czerwca 2019             |
| 3  | It Takes Two to Talent / Pot Luck                            | Do talentu trzeba dwojga / Pobite gary               | 30 stycznia 2019                              | 13 czerwca 2019             |
| 4  | Sleeping Yeti / The Sand Crab Man                            | Śpiąca Yeti / Piaskowy krab                          | 31 stycznia 2019                              | 12 czerwca 2019             |
| 5  | The Loch Mess Monster / Mighty Meow and Super Lucha          | Potwór z Loch Fe / Mocarna Miau i Super Lucha        | 1 lutego 2019                                 | 14 czerwca 2019             |
| 6  | The Green-Eyed Monster / Nobody’s Purrfect                   | Zielonooki potwór / Nikt nie jest perfekcyjny        | 10 lutego 2019 (A) 23 lutego 2019 (B)         | 20 czerwca 2019             |
| 7  | Mythic Mounties / Rainbow Butterfly Unicorn Cupid            | Mityczne Górki / Tęcza, motylek, jednorożec, kupidyn | 23 lutego 2019 (A) 10 lutego 2019 (B)         | 21 czerwca 2019             |
| 8  | Gone with the Wand / Fountain of Too Much Youth              | Znikająca różdżka / Fontanna przesadnej młodości     | 17 lutego 2019                                | 17 czerwca 2019             |
| 9  | Snack Attack / The Backward Bug                              | Skok na smak / Odwrotna pszczoła                     | 2 marca 2019                                  | 18 czerwca 2019             |
| 10 | Denzel in Distress / Meanotaur                               | Denzel w potrzebie / Złonotaur                       | 9 marca 2019                                  | 24 czerwca 2019             |
| 11 | Palace of the Powerless / My Fair Yeti                       | Pałac przeciętności / Elegancka yeti                 | 16 marca 2019                                 | 25 czerwca 2019             |
| 12 | The Boaracle / Out of the Box                                | Jasnodzik / Pudło                                    | 31 marca 2019                                 | 26 czerwca 2019             |
| 13 | A Big Baby / Mythic Macaroons                                | Duża dzidzia / Mityczne makaroniki                   | 7 kwietnia 2019                               | 4 listopada 2019            |
| 14 | Rudy Awakening / Bound to Be Friends                         | Przebudzenie Rudy’ego / Nierozłączni kumple          | 14 kwietnia 2019                              | 8 listopada 2019            |
| 15 | The Return of Mighty Meow and Super Lucha / Grumplestiltskin | Powrót Mocarnej Miau i Super Luchy / Rumpelstiltskin | 28 kwietnia 2019                              | 5 listopada 2019            |
| 16 | The Trouble with Travis / Tooth or Consequences              | Kłopoty z Travisem / Zębowa zagadka                  | 21 czerwca 2019 (A) 28 czerwca 2019 (B)       | 6 listopada 2019            |
| 17 | The Boogie Man / The Souper Monster                          | Boogeyman / Zuper potwór                             | 5 lipca 2019 (A) 19 lipca 2019 (B)            | 7 listopada 2019            |
| 18 | The Winky / Trivial Per Hoot                                 | Mrugotek / Egzamin na sowę                           | 26 lipca 2019 (A) 2 sierpnia 2019 (B)         | 11 listopada 2019           |
| 19 | Small Change / Rip Van Stinkle                               | Drobna zmiana / Smrodoludek                          | 9 sierpnia 2019 (A) 16 sierpnia 2019 (B)      | 12 listopada 2019           |
| 20 | Excali-Burt / Ratted Out                                     | Excalibert / Super szczur                            | 23 sierpnia 2019 (A) 30 sierpnia 2019 (B)     | 13 listopada 2019           |
| 21 | Just Add Sprinkles / The Write Stuff                         | Dodaj posypkę / Zapiski                              | 8 września 2019 (A) 15 września 2019 (B)      | 14 listopada 2019           |
| 22 | Smart Cookie / Disappearing Act                              | Ciastko mądrości / Sztuka ze znikaniem               | 22 września 2019 (A) 13 października 2019 (B) | 15 listopada 2019           |
| 23 | Bumblebee Magnetic Karaoke Hippo / Time Out                  | Magnetyczny pszczołokaraokehipcio / Poza czasem      | 20 października 2019 (A) 3 listopada 2019 (B) | 18 listopada 2019           |
| 24 | Playing the Piper / Shrinking Yeti                           | Szczurza melodia / Skurczona yeti                    | 10 listopada 2019 (A) 17 listopada 2019 (B)   | 19 listopada 2019           |
| 25 | Little Monster / The Great Mighty Mythic Marathon            | Mały potwór / Mitycznie Mocarny Maraton              | 24 listopada 2019                             | 12 grudnia 2019 (Nicktoons) |
| 26 | Merry Mythmas                                                | Wesołej Mitogwiazdki                                 | 1 grudnia 2019                                | 19 czerwca 2019             |